# Мужская сборная Аргентины по кабадди
Мужская национальная сборная Аргентины по кабадди — представляет Аргентину на международных соревнованиях по кабадди. Управляющей организацией является Ассоциация кабадди Аргентины (англ. Argentina Kabaddi Association).

## Результаты выступлений

### Чемпионаты мира (стандартный стиль)
| Год       | Победы         | Ничьи          | Поражения      | Место          |
| --------- | -------------- | -------------- | -------------- | -------------- |
| 2004—2007 | не участвовали | не участвовали | не участвовали | не участвовали |
| 2016      | 0              | 0              | 5              | 11             |

### Чемпионаты мира (круговой стиль)
| Год  | Победы         | Ничьи          | Поражения      | Место          |
| ---- | -------------- | -------------- | -------------- | -------------- |
| 2010 | не участвовали | не участвовали | не участвовали | не участвовали |
| 2011 | 1              | 0              | 5              | 9              |
| 2012 | 1              | 0              | 2              | 9              |
| 2013 | 0              | 0              | 4              | 9              |
| 2014 | 0              | 0              | 5              | 11             |
| 2016 | 1              | 0              | 4              | 9              |
| 2020 | не участвовали | не участвовали | не участвовали | не участвовали |